# Гнєвомир
Гнєвомир (*Gniewomir, д/н — 1108/1109) — князь поморянського племені волінян бл. 1090—1108/1109 роках.

## Життєпис
Походив з роду волінянських князів. Близько 1090 року став князем у Воліні, а згодом його владу визнали поморяни Щеціну. У 1091 році відбив напад польських військ. Скориставшись боротьбою Владислава I Германа та Збігнєва з династії П'ястів за владу над Польщею, Гнєвомир зумів здобути самостійність.
У 1102 році уклав союз зі Збігнєвом, який продовжував конфліктувати зі своїм братом Болеславом III Кривоустим. У 1105 році Гнєвомир підтримав повстання поморян проти Святобора I, який визнавав зверхність Польщі.
У 1107 році проти Гнєвомира виступив Болеслав III, який до того повалив Збігнєва. За цих обставин Гнєвомир не наважився на спротив. Тому виступив назустріч полякам й визнав зверхність Болеслава III. Після того, як останній залишив Поморянію, Гнєвомир знову повстав, зумівши оволодіти значною частиною Західної Поморянії, потім зайняв важливу польську фортецю Устьє на річці Нотець.
У 1109 році Гнєвомир вимушений був протидіяти новому наступу Болеслава Кривоустого, але зазнав поразки. За різними відомостями: загинув у битві, або після падіння Воліну — страчено.